# Вомей
Воме́й (фр. Vaumeilh, окс. Vaumelha) — коммуна во Франции, находится в регионе Прованс — Альпы — Лазурный Берег. Департамент коммуны — Альпы Верхнего Прованса. Входит в состав кантона Ла-Мот-дю-Кер. Округ коммуны — Форкалькье.
Код INSEE коммуны — 04233.

## Население
Население коммуны на 2008 год составляло 272 человека.
| 1962 | 1968 | 1975 | 1982 | 1990 | 1999 | 2008 |
| ---- | ---- | ---- | ---- | ---- | ---- | ---- |
| 148  | 159  | 152  | 159  | 170  | 197  | 272  |

## Климат
Климат средиземноморский.
| Показатель                         | Янв. | Фев. | Март | Апр. | Май  | Июнь | Июль | Авг. | Сен. | Окт. | Нояб. | Дек. | Год  |
| ---------------------------------- | ---- | ---- | ---- | ---- | ---- | ---- | ---- | ---- | ---- | ---- | ----- | ---- | ---- |
| Средний максимум, °C               | 8,6  | 10,9 | 14,4 | 16,9 | 21,4 | 25,7 | 29,3 | 28,9 | 24,0 | 18,5 | 12,7  | 9,3  | 18,4 |
| Средняя температура, °C            | 4,3  | 5,7  | 8,7  | 11,2 | 15,3 | 19,2 | 22,4 | 22,1 | 18,0 | 13,4 | 8,2   | 5,2  | 12,8 |
| Средний минимум, °C                | −0,0 | 0,5  | 3,0  | 5,4  | 9,1  | 12,7 | 15,4 | 15,3 | 12,0 | 8,2  | 3,7   | 1,1  | 7,2  |
| Норма осадков, мм                  | 26,9 | 24,3 | 23,8 | 44   | 40   | 27,9 | 20,9 | 32,7 | 45,9 | 53,5 | 52,4  | 31,7 | 423  |
| Источник: Relevé météo de Sisteron |      |      |      |      |      |      |      |      |      |      |       |      |      |

## Экономика
В 2007 году среди 181 лица в трудоспособном возрасте (15—64 лет) 136 были экономически активными, 45 — неактивными (показатель активности — 75,1 %, в 1999 году было 60,9 %). Из 136 активных работали 125 человек (68 мужчин и 57 женщин), безработных было 11 (7 мужчин и 4 женщины). Среди 45 неактивных 12 человек были учениками или студентами, 20 — пенсионерами, 13 были неактивными по другим причинам.

## Достопримечательности
- Монастырь Нотр-Дам-де-Шан (был известен в 1210 году)
- Приходская церковь Сен-Марселлен
- Руины крепости
- Памятник погибшим в двух мировых войнах
- Часовня Плантье (XIX век)